# Békuy
Békuy ist sowohl eine Gemeinde (französisch commune rurale) als auch ein dasselbe Gebiet umfassendes Departement im westafrikanischen Staat Burkina Faso, in der Region Hauts-Bassins und der Provinz Tuy. Die Gemeinde hat 16.484 Einwohner.
In Békuy wurden Überreste und noch gut erhaltene Öfen einer historischen Eisenverhüttung gefunden, welche Zeugnis einer massenhaften Eisenproduktion ab dem 11. Jahrhundert sind. Aufgrund der wichtigen Bedeutung als kulturelles Zeugnis wurden diese Funde zusammen mit anderen Fundstellen in Burkina Faso im Jahr 2019 von der UNESCO unter dem Titel "Historische Stätten der Eisenverhüttung" in die Welterbe-Liste aufgenommen.